# 산테우사니오포르코네세
산테우사니오포르코네세(이탈리아어: Sant'Eusanio Forconese)는 이탈리아 아브루초주 라퀼라도에 있는 코무네이다.